# Жмакины
Жмакины — русский дворянский род.
Стряпчий Иван Васильевич Жмакин пожалован вотчиной в 1680 году, стряпчий (1683-1692). Из его потомков Александр Яковлевич (1780—1850) был Симбирским губернатором и директором департамента общих дел министерства внутренних дел.
Род Жмакиных внесён в VI и II части родословной книги Казанской и Саратовской губерний.